# Lissandro Formica
Lissandro Formica (Théding, 2 oktober 2009) is een Franse zanger. 

## Biografie
Formica nam in 2020 deel aan de Franse versie van The Voice Kids. Hij haalde daarin de finale. Twee jaar later werd hij door France Télévisions intern geselecteerd om zijn vaderland te vertegenwoordigen op het Junior Eurovisiesongfestival 2022, dat gehouden zou worden in de Armeense hoofdstad Jerevan. Met het nummer Oh maman wist hij het festival te winnen. Het was de tweede Franse zege in de geschiedenis van het Junior Eurovisiesongfestival.
2003: Dino Jelušić · 
2004: María Isabel · 
2005: Ksenia Sitnik · 
2006: The Tolmachevy Twins · 
2007: Aleksej Zjigalkovitsj · 
2008: Bzikebi · 
2009: Ralf Mackenbach · 
2010: Vladimir Arzumanian · 
2011: Candy · 
2012: Anastasija Petryk · 
2013: Gaia Cauchi · 
2014: Vincenzo Cantiello · 
2015: Destiny Chukunyere · 
2016: Mariam Mamadasjvili · 
2017: Polina Bogoesevitsj · 
2018: Roksana Węgiel · 
2019: Wiktoria Gabor · 
2020: Valentina · 
2021: Maléna · 
2022: Lissandro · 
2023: Zoé Clauzure
2004: Thomas Pontier · 
2018: Angélina Nava · 
2019: Carla · 
2020: Valentina · 
2021: Enzo · 
2022: Lissandro · 
2023: Zoé Clauzure